# はじめまして (平原綾香のアルバム)
『はじめまして』は、平原綾香12枚目のオリジナル・アルバム。EMI Recordsから2019年8月26日に発売された。

## 解説
オリジナル・アルバムは前作『Dear Music 〜15th Anniversary Album〜』より約1年3か月振りとなる。

## 収録曲
1. THAT’S THE WAY IT IS
作詞・作曲：平原綾香・AIKA・Nicolas Farmakalidis / 編曲：Nicolas Farmakalidis
2. I Love You
作詞・編曲：平原綾香 / 作曲：Pietro Mascagni /  ストリングスアレンジ：西山勝
原曲：歌劇『カヴァレリア・ルスティカーナ』より『間奏曲』
日商エステムグループ イメージソング
3. 幸せのありか
作詞：Scott Wittman・Marc Shaiman・日本語詞：高橋亜子 / 作曲：Marc Shaiman
32ndシングル
映画『メリー・ポピンズ リターンズ』劇中歌および日本版主題歌
4. はじめまして
作詞・作曲：槇原敬之 / 編曲：Tomi Yo
5. 5つの魔法
作詞・作曲：平原綾香 / 編曲：瀬田創太
和歌山アドベンチャーワールド 40周年オリジナルテーマソング
6. Radio Radio
作詞・作曲：平原綾香 / 編曲：Nicolas Farmakalidis
東海ラジオ開局60周年記念ソング
7. 世界でたったひとつの絵
作詞・作曲：平原綾香 / 編曲：Nicolas Farmakalidis
長岡市立高等総合支援学校 校歌
8. 風凜雪花
作詞・作曲：Cocco / 編曲：Nicolas Farmakalidis
9. きずな
作詞：湯川れい子 / 作曲：宮川彬良 / 編曲：坂本昌之
10. いのちの理由
作詞・作曲：さだまさし / 編曲：坂本昌之
さだまさしのカバー
11. 恋
作詞・作曲：藤井フミヤ / 編曲：Nicolas Farmakalidis
12. はじめまして 〜Acoustic Version〜 Piano by Noriyuki Makihara
作詞・作曲：槇原敬之 / 編曲：Tomi Yo